# حصن جبرین
 قلعه جبرین  (به عربی: حصن جبرین) یکی از قلعه‌های مشهور کشور پادشاهی عمان است، ویکی از (نقاط دیدنی سلطنت عمان) به‌شمار می‌آید. این قلعه در روستای جبرین در شهرستان بهلاء واقع شده‌است، به همین جهت (قلعهٔ جبرین) نامگذاری شده‌است.
بنای بسیار بزرگ و زیبا به شکل مستطیل، این قلعهٔ بسیار زیبا در سال (۱۰۹۱هـ – ۱۱۰۴هـ ۱۶۸۰م – ۱۶۹۲م) توسط الإمام بلعرب بن سلطان بن سیف الیعربی ساخته شده‌است.

## مشخصات قلعه
قلعهٔ جبرین شامل سه طبقه‌است، ودارای ۵۵ اتاق است، طول أصلی قلعه ۴۳ متر، وعرض آن ۲۲ متر است. أما دیوار سور شرقی آن ۷۲ متر است، از جنوب غربی قلعه تا شمال شرقی قلعه قنات آب مشهور به (فلج جبرین) جاری است، این قنات آب از وسط قلعه می‌گذرد. در ضلع غربی قلعه آرامگاه (الإمام بلعرب بن سلطان بن سیف الیعربی) قرار دارد. قلعه مانند کاخی زیبا ساخته شده‌است که مخصوص سکن سلطان وحاشیه أش باشد. قلعه در سال (۱۴۰۴ هـ -۱۹۸۲م) مرمت شده‌است.

## ارتفاع قلعه
ارتفاعات قلعه قسمت‌های نسبتاً مختلفی دارد، مثلاً در بعضی جاها ارتفاع قلعه از ۱۶ متر تجاوز نمی‌کند، و در جاهای دیگر به ۲۲ متر نیز می‌رسد. در دو رکن شمالی و جنوبی دو برج دایره مانند وجود دارد که قطر هر یک آن به ۱۲ متر می‌رسد. این دو برج چنین ساخته شده‌است که نگهبان‌ها می‌توانند از بالای این برج‌ها بر تمام اتراق قلعه نظارت داشته باشند.
چنین ابتکاری در قلعهٔ حصن الحزم نیز مشاهده می‌شود، که فقط دو برج در اطراف آن وجود دارد وبر چهار گوشه قلعه نظارت دارند. بدون اینکه نیاز به چهار برج در چهار گوشهٔ قلعه داشته باشد. چنانکه در بسیاری از قلعه‌ها چهار برج در چهار گوشه قلعه وجود دارد.
دور تا دور قلعه حصار کش است، و در ناحیهٔ شمال شرقی سور دروازهٔ بزرگی است که به سمت قلعه هدایت می‌کند،
در بالای دروازه أصلی برج کوچکی مربع مانند وجود دارد، در این برج فتحاتی وجود که در هنگام جنگ عسل و روغن داغ بر سر مهاجمان دشمن می‌ریخته أند. أما در أیام صلح از برج به عنوان برج کشیک استفاده می‌شده‌است.

## قسمت‌های درونی قلعه
قلعهٔ جبرین درای قمستمای متعددی است که بارزترین آن‌ها به شرح زیر است: اتاق اجتماعات، جناح الإمام (مسکن خاص سلطان)، انبار خرما، اسطبل اسب‌ها، اتاق نماز، سالن الشمس والقمر، و اتاق دختران. این دو اتاق اخیر می‌توان به عنوان زیباترین اتاق‌های قلعه جبرین نام برد، و از تزیینات بسیار عالی گچبری خاصی بر خوردار هستند. همچنین جناح (الشمس والقمر) از تمیز خاص وبسیار عالی برخوردارند، زخرفه‌هایی از آیان قرآن، و زخرفه‌ها و اکلیل گچی و نقش ونگار زیبابی که از فن نقاشی هندی و فارسی عجین شده‌است و بر روی چوب‌ها کنده شده‌است بر زیبایی و رونق این سالن فاخر افزوده‌است.
دیدن از این صرح معماری و تاریخی بسیار مجلل تماشایی است.

## نگاره

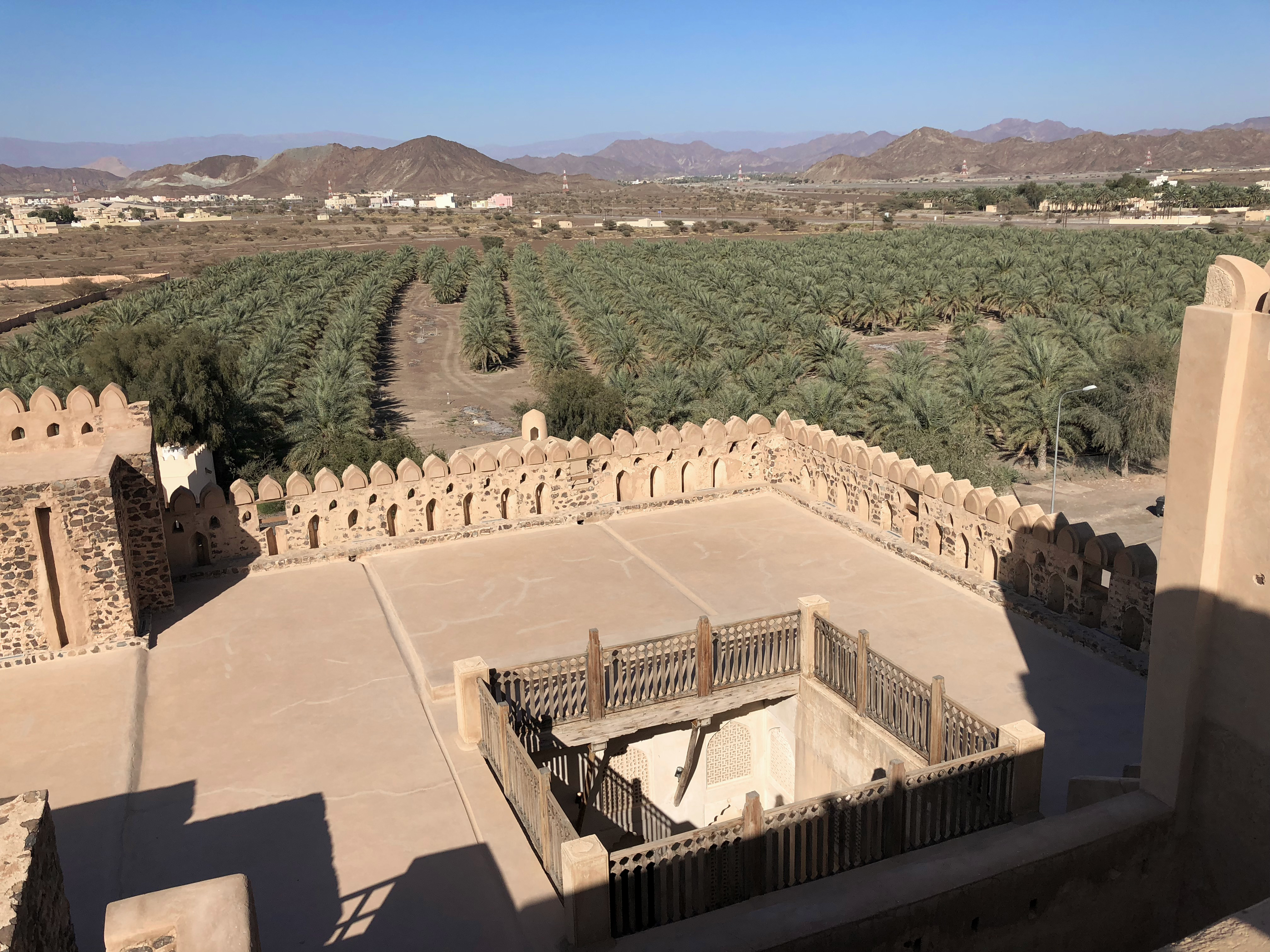
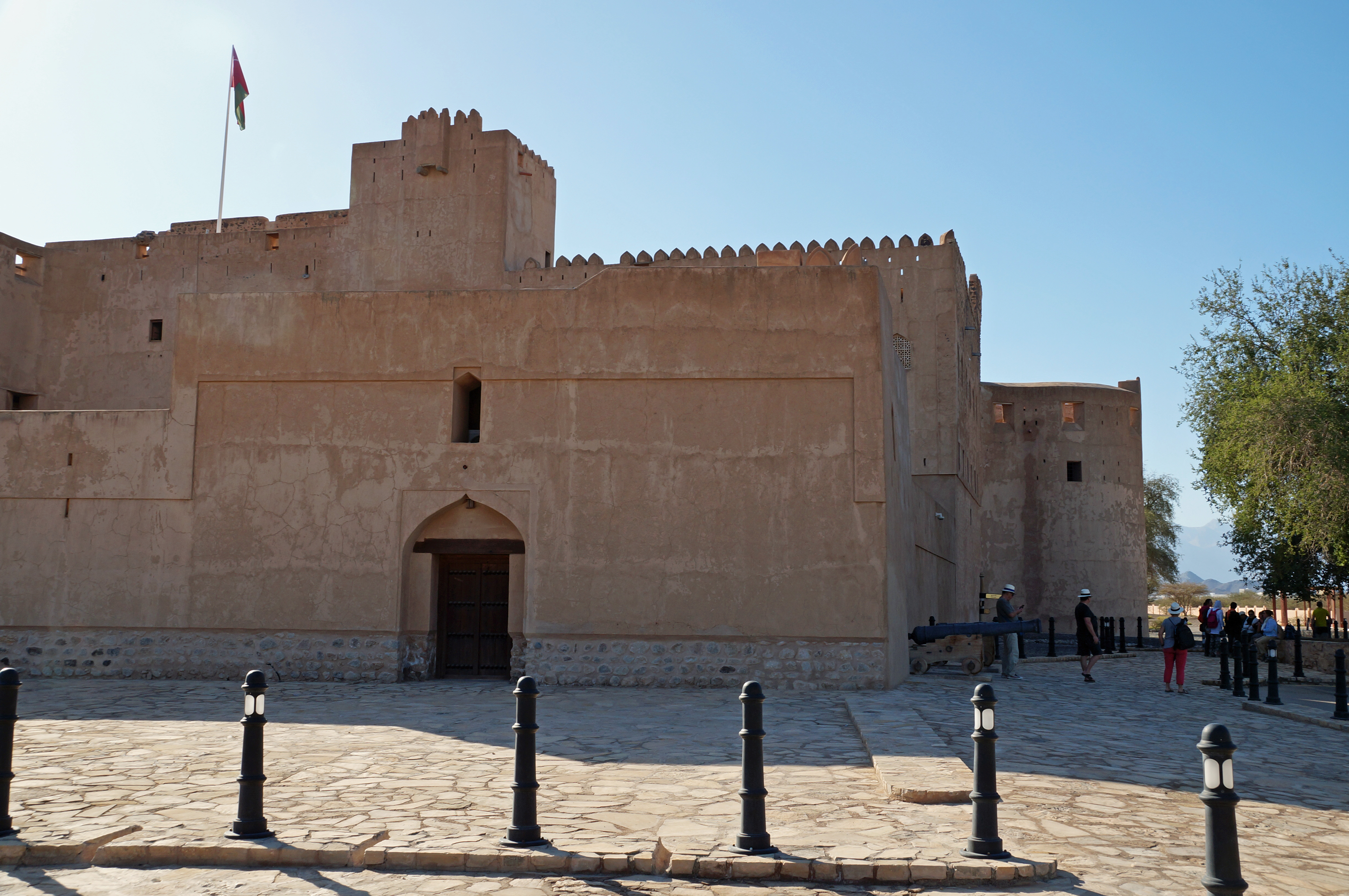
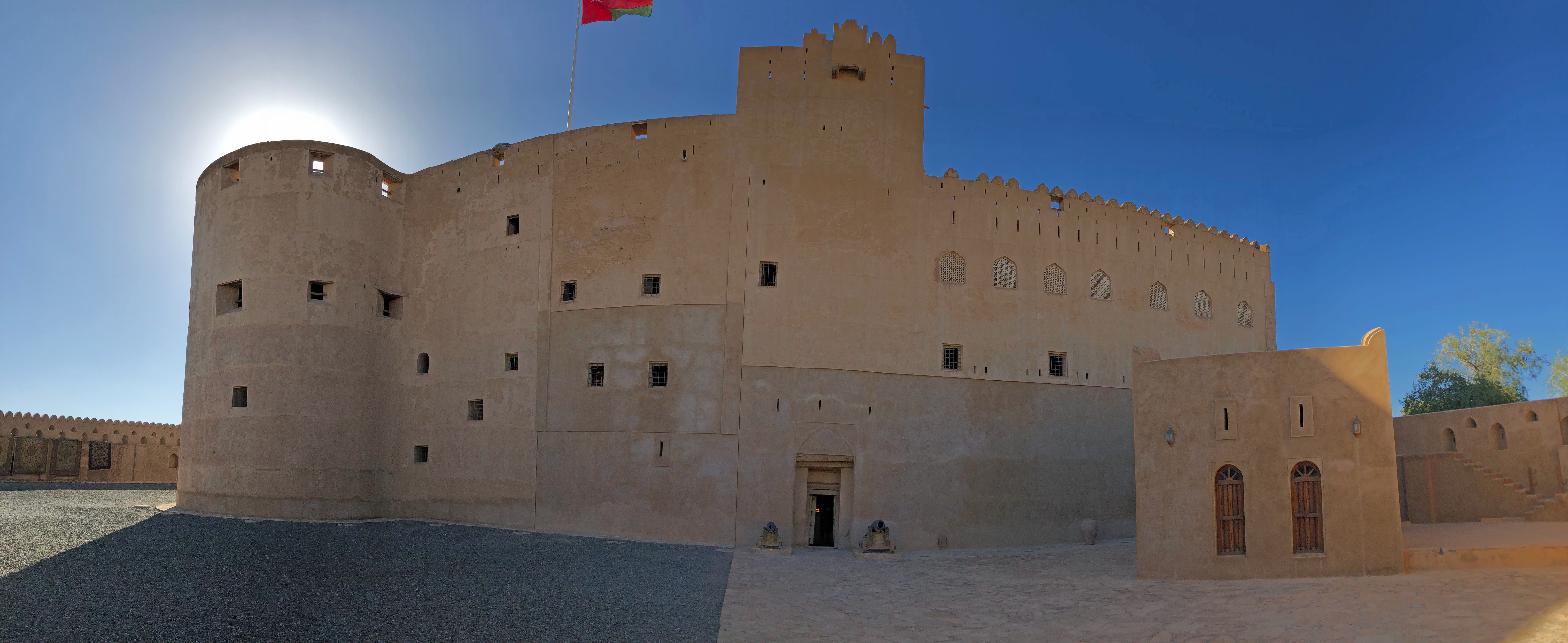
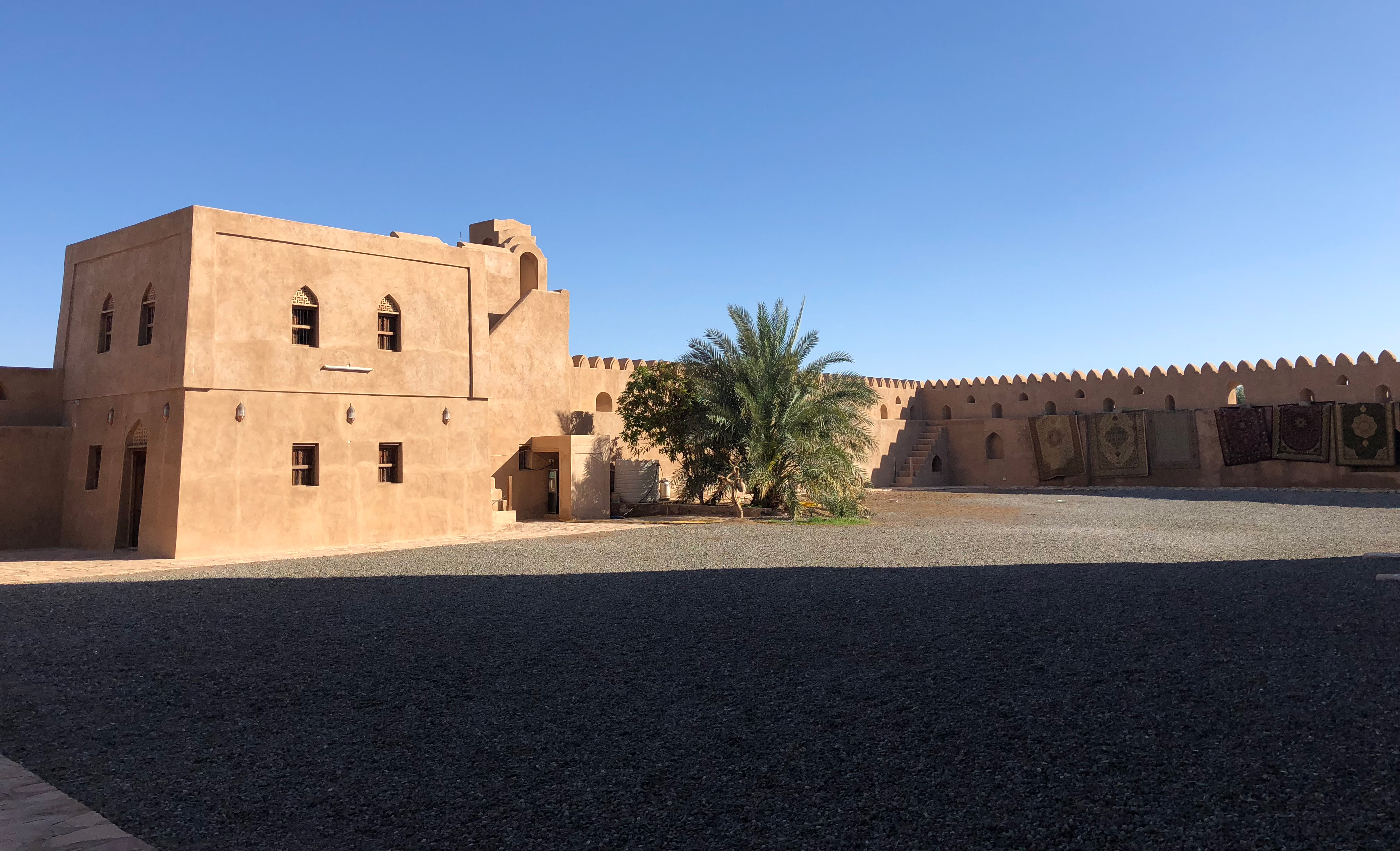
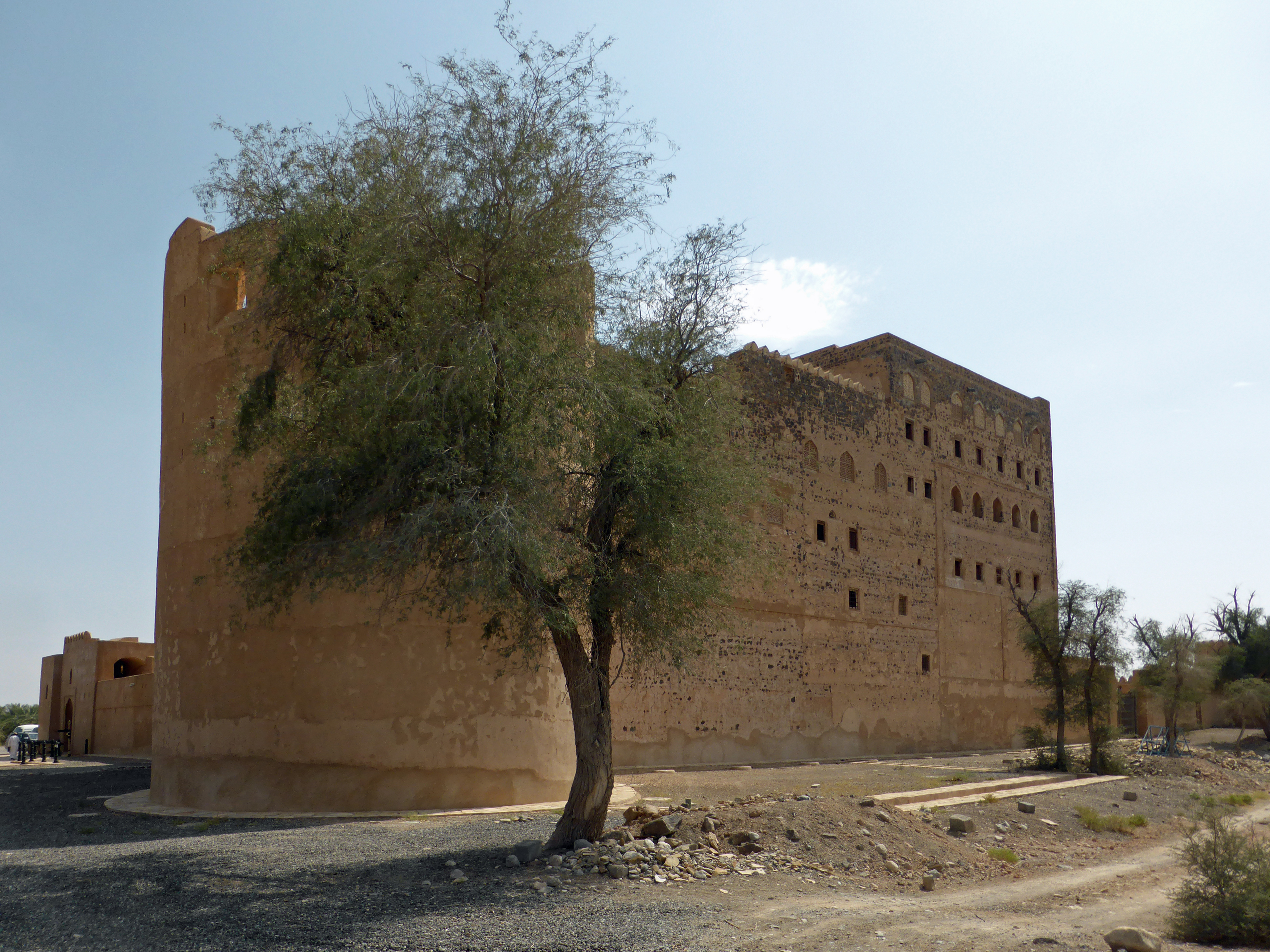
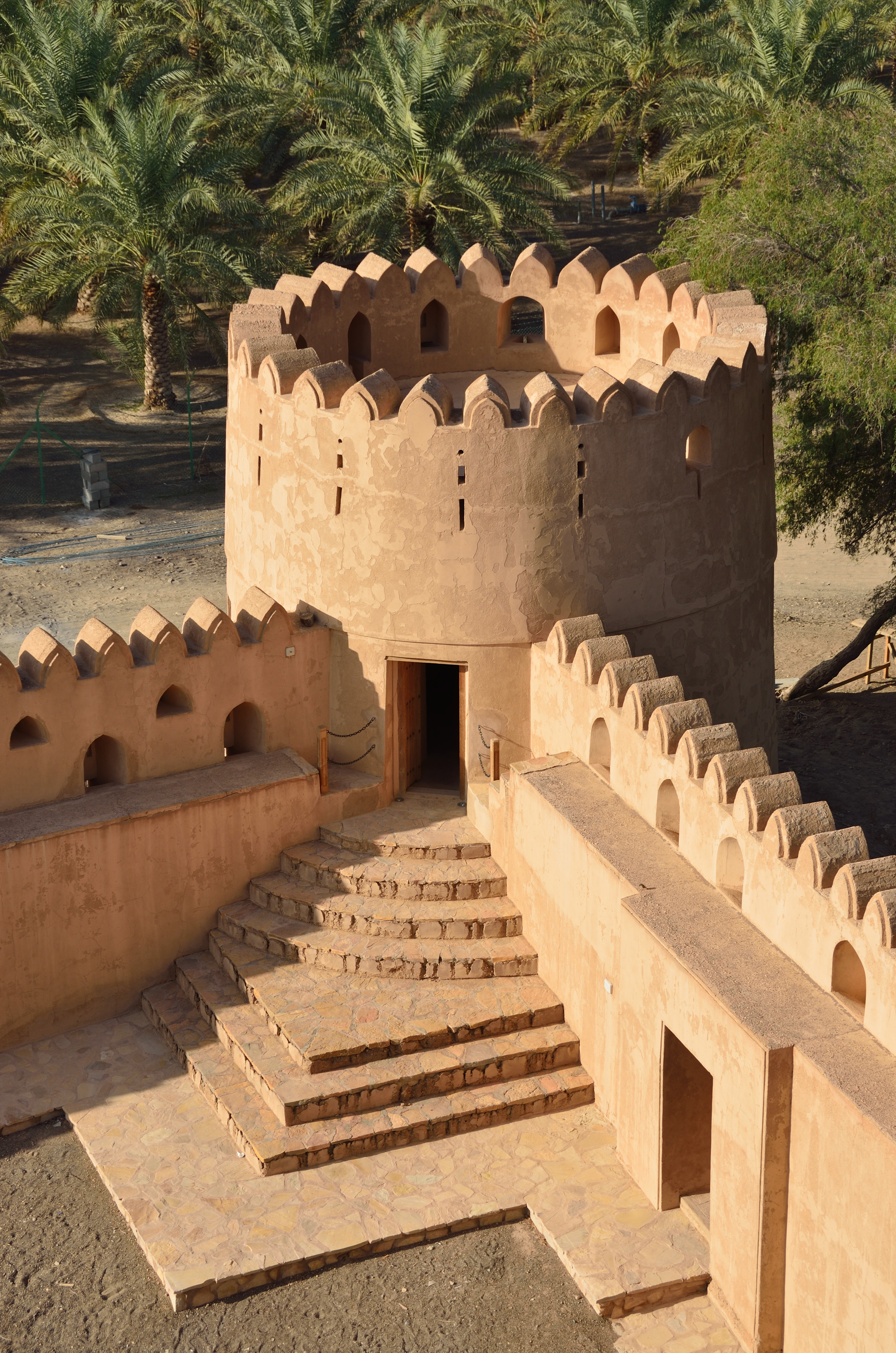
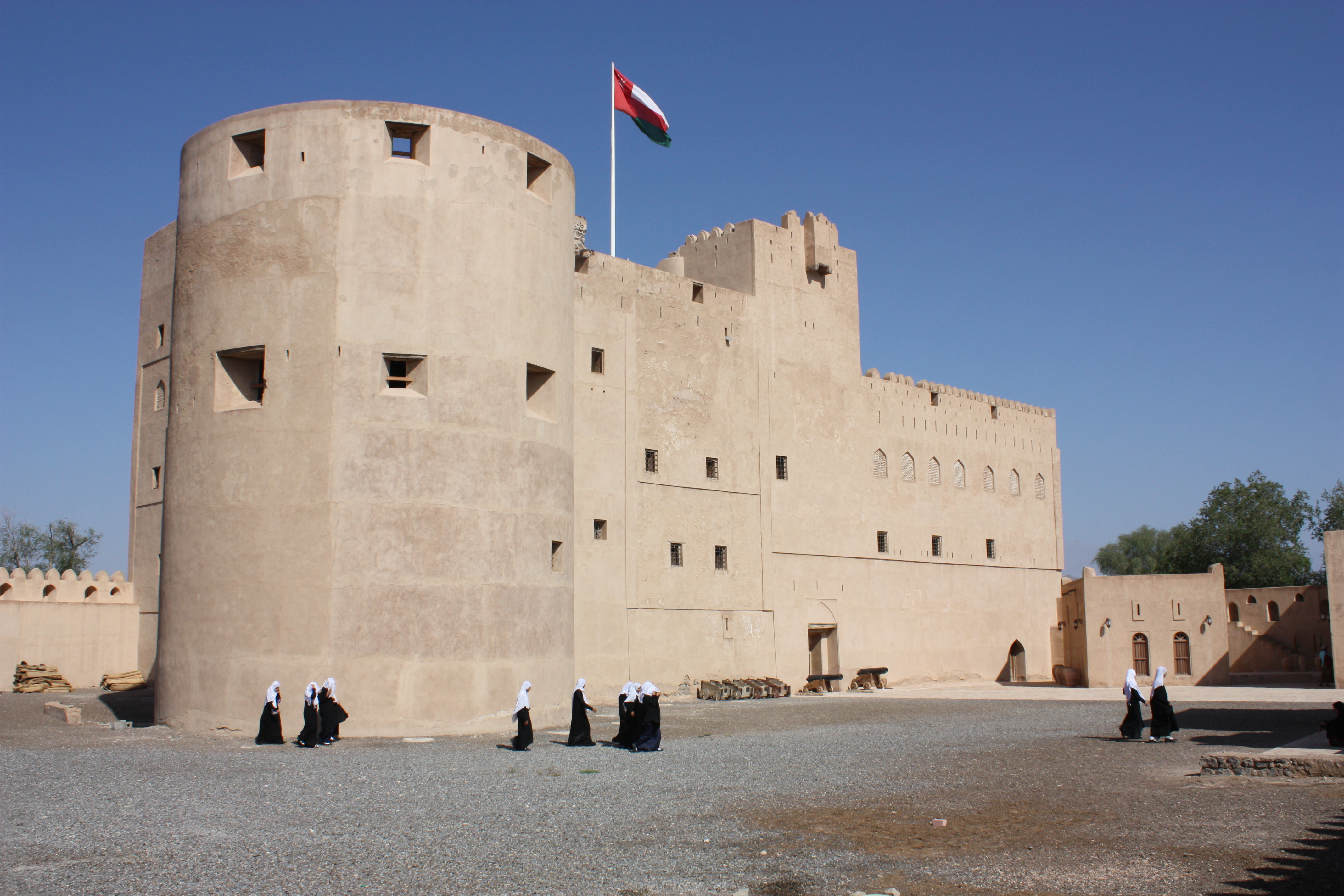
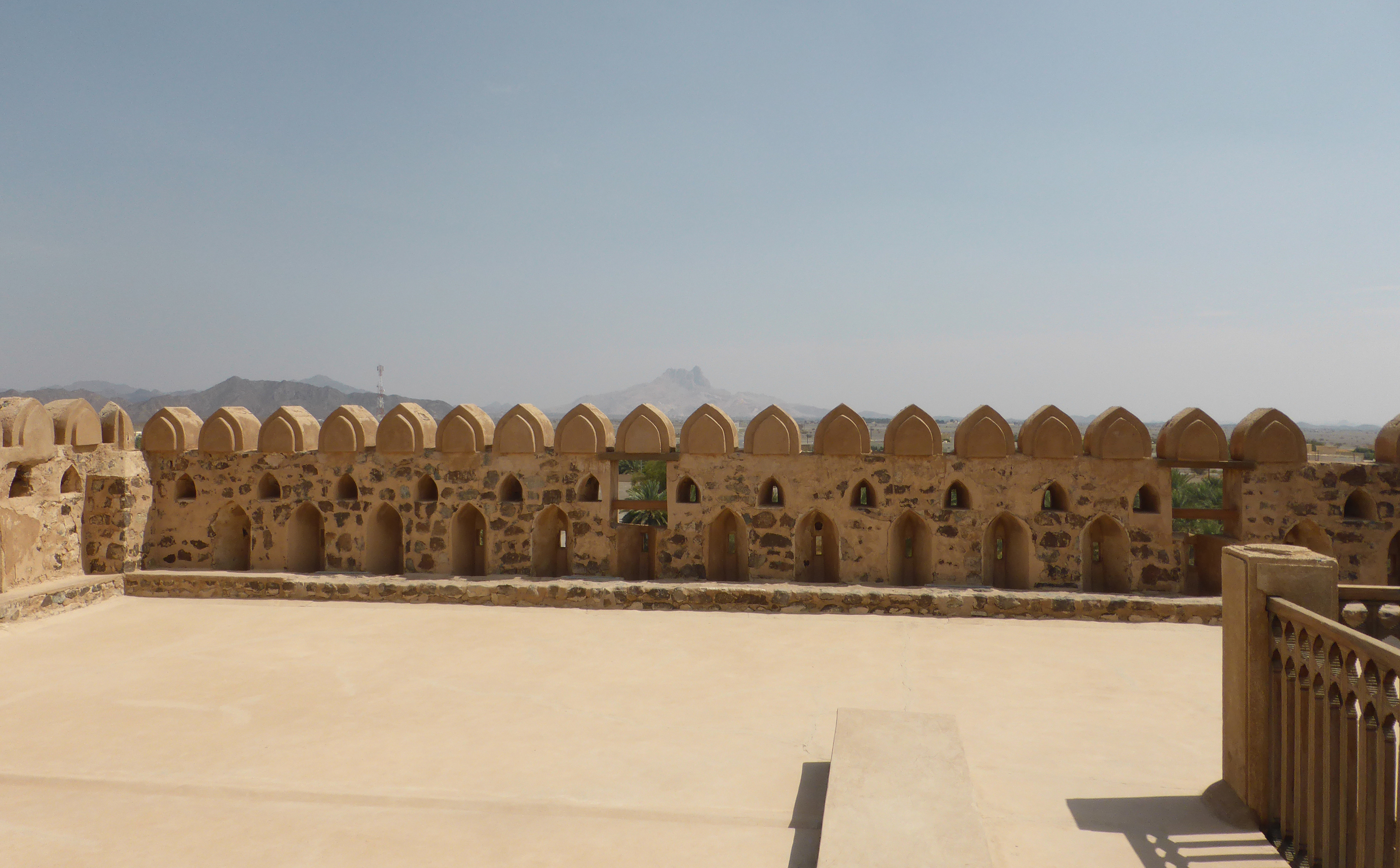
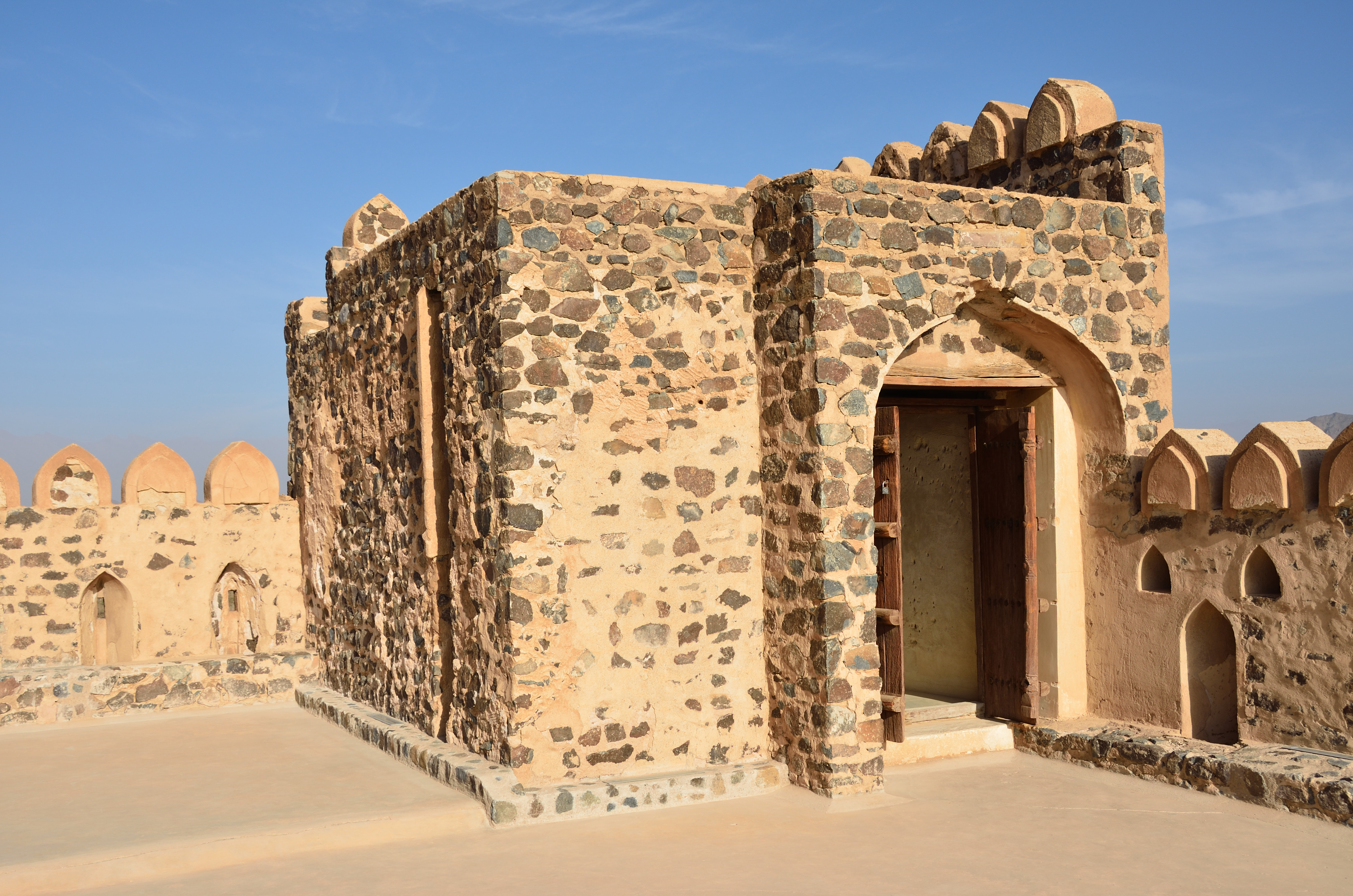